# 박제환 (1905년)

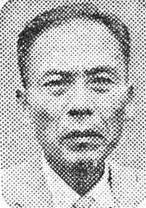
박제환(1960년경)

박제환(朴濟煥, 1905년 2월 10일 ~ 1995년 3월 23일)은 대한민국의 제2·5대 국회의원이자 제17대 농림부 장관이다. 본관은 죽산(竹山). 호는 지봉(芝峰)이다. 원래 무종교였으나, 후에 가톨릭에 귀의하여 세례명은 마르코이다.

## 약력
- 일본 도시샤 대학교 법학부 졸업
- 수리조합연합회 경기도 지부장
- 부천군 권업과장
- 경기도 식량과장
- 농림부 장관
- 제2대, 제5대 국회의원

## 역대 선거 결과
|  | 27.72% |

|  | 29.66% |

|  | 17.94% |

|  | 23.10% |

|  | 25.03% |

|  | 32.50% |

## 참고 자료
- 박제환 - 대한민국헌정회

| 전임 이해익 | 제17대 농림부 장관 1960년 8월 22일 ~ 1961년 5월 16일 | 후임 장경순 |